# Aroana rubra
Aroana rubra là một loài bướm đêm trong họ Erebidae.